# Ilie G. Murgulescu
Ilie Murgulescu (né le 27 janvier 1902 à Cornu, Județ de Dolj, mort à Bucarest le 28 octobre 1991) était un physico-chimiste roumain et un homme politique communiste.

## Biographie
Il était président de l’Académie roumaine (1960-1963) et ministre de l'Éducation (1953-1956 et 1960-1963). Il a fondé l'Institut de chimie physique de l'Académie roumaine, qu'il a présidé jusqu'à 1977. Ses recherches en chimie physique couvrent un vaste domaine. Parmi les principaux résultats peuvent être cités ceux sur l'électrochimie des sels fondus. Il fait un travail de doctorat sur la photochimie de complexes de thiosulfate de cuivre sous la direction de Fritz Weigert à Leipzig.
Son fils a participé à des manifestations de soutien envers le révolution hongroise en 1956. Cet événement a affecté la position de Murgulescu au gouvernement. Après un moment, il a été réintégré au sein du ministère de l'Éducation.
Il a été élu membre honoraire de l'Académie hongroise des sciences.
Il est l'auteur d'une série de livres didactiques en 7 volumes sur la chimie physique appelée Introduction à la chimie physique imprimés entre 1976-1984.